# Stazione di Santa Vittoria
La stazione di Santa Vittoria è una stazione ferroviaria posta sulla linea Alessandria-Cavallermaggiore. Serve il centro abitato di Santa Vittoria d'Alba. La circolazione è regolata dal dirigente movimento di Bra (telecomando punto-punto).
Nel 2016 sono stati effettuati i lavori di elettrificazione tra le città di Bra e Alba e la riqualificazione dello stabile.

## Movimento
La stazione di Santa Vittoria è servita dai treni della linea SFM4 del servizio ferroviario metropolitano di Torino.